# Mansa (Luapula)
Mansa é uma cidade e um distrito da Zâmbia, localizados na província Luapula.